# Суздаль (река)
Суздаль — река в России, протекает по Островскому, Судиславскому и Галичскому районам Костромской области. Устье реки находится в 122 км от устья реки Тебза по левому берегу. Длина реки составляет 25 км, площадь водосборного бассейна — 139 км².
Исток реки находится в Островском районе севернее нежилой деревни Брюхачево в 24 км к северо-западу от посёлка Островское. В верхнем течении река выписывает большую петлю, затекает на время в Судиславский район, затем возвращается в Островский. В нижнем течении течёт на северо-восток, устье находится в Галичском районе восточнее деревни Сальково. На берегах реки — ряд небольших деревень, в большинстве своём покинутых.

## Данные водного реестра
По данным государственного водного реестра России относится к Верхневолжскому бассейновому округу, водохозяйственный участок реки — Кострома от истока до водомерного поста у деревни Исады, речной подбассейн реки — Волга ниже Рыбинского водохранилища до впадения Оки. Речной бассейн реки — (Верхняя) Волга до Куйбышевского водохранилища (без бассейна Оки).
Код объекта в государственном водном реестре — 08010300112110000012519.